# Chlamysperma
Chlamysperma là một chi thực vật có hoa trong họ Cúc (Asteraceae).

## Loài
Chi Chlamysperma gồm các loài: